# Cuminum borszczowii
Cuminum borszczowii là một loài thực vật có hoa trong họ Hoa tán. Loài này được (Regel & Schmalh.) Koso-Pol. mô tả khoa học đầu tiên năm 1915.